# صورت شمالی
صورت شمالی (آلمانی: Nordwand) یک فیلم در ژانر درام، ماجراجویی، و زندگی‌نامه‌ای به کارگردانی فیلیپ اشتولتسل است که در سال ۲۰۰۸ منتشر شد. از بازیگران آن می‌توان به بنو فورمان، فلوریان لوکاس، یوهانا ووکالک، اولریش توکور، و گئورگ فریدریش اشاره کرد.

## مکان‌های فیلم‌برداری
- اتریش
- هوهر داشتین (کوهستان)
- گراتس
- سوئیس
- کلاین شایدگ